# Санта Маргерита а Салета (Фиренца)
Санта Маргерита а Салета је насеље у Италији у округу Фиренца, региону Тоскана.
Према процени из 2011. у насељу је живело 28 становника. Насеље се налази на надморској висини од 388 м.